# Perevi
Perevi (en georgiano: პერევი) es una aldea en el norte de Georgia, ubicada en el noreste de la región de Imericia y parte del municipio de Sachjere.

## Geografía
Perevi se encuentra a orillas del río Kvirili, a 20 km de Sachjere.
Al sureste se encuentra el pueblo del mismo nombre, que se encuentra dentro de la antigua Región Autónoma de Osetia del Sur y está controlado por las autoridades de la parcialmente reconocida Osetia del Sur.

## Historia
Hasta 1991, las aldeas de Tedeleti, Sinaguri, Tbeti, Kvemo Karzman, Zemo Karzman, Jajeti y Yalabeti del municipio de Sachjere pertenecían al distrito de Yava del distrito autónomo de Osetia del Sur.
Durante la guerra ruso-georgiana de 2008, el pueblo fue ocupado por tropas rusas. El 30 de octubre de 2008, el Representante Permanente de Rusia ante la OSCE en Viena, A. S. Azimov, dijo que el pueblo de Perevi está ubicado en un valle directamente en la frontera entre Georgia y Osetia del Sur y está dividido en partes desiguales. La frontera entre Georgia y Osetia del Sur pasa directamente por este asentamiento, y el puesto de observación militar ruso está ubicado en el sector de la aldea de Osetia del Sur.
El 18 de octubre de 2010, los militares rusos abandonaron el territorio de la aldea después de las negociaciones de Ginebra entre Georgia y Rusia, como afirmó el Ministerio de Asuntos Exteriores de Rusia. Después de que los guardias fronterizos rusos abandonaron la aldea, unidades del Ministerio del Interior de Georgia entraron en su territorio. El embajador adjunto de Estados Unidos en Georgia, Cand Logston, acogió con satisfacción esta acción de Rusia y afirmó que se trata del primer paso positivo dado por la Federación Rusa. Los medios de comunicación de Osetia del Sur evaluaron la salida de Perevi como una "pequeña victoria de la diplomacia georgiana".
A partir de 2016, el paso fronterizo de Perevi funciona con éxito, pero solo permite el paso a los residentes locales incluidos en una lista especial. Los ciudadanos de terceros países no pueden cruzar la frontera.

## Demografía
La evolución demográfica de Perevi entre 2002 y 2014 fue la siguiente:
| 632                                             | 564 |
| (Fuente: Population of Georgia in Soviet times) |     |

Según el censo de 2014, los georgianos constituían el 99,5% de la población.

## Infraestructura

### Educación
Hay una escuela pública en el pueblo.